# César Lobo
Andrés César de la Cruz Lobo (San Ramón de la Nueva Orán, 1857-1936) fue un militar argentino, perteneciente al Ejército, que se desempeñó como gobernador del Territorio Nacional de Santa Cruz entre 1913 y 1915, y entre 1915 y 1916.

## Biografía
Nació en San Ramón de la Nueva Orán (provincia de Salta) en 1857. Asistió al Colegio Militar de la Nación, incorporándose al Ejército Argentino en 1872. En 1879 participó en la expedición al Río Negro en la campaña denominada Conquista del Desierto. Alcanzó el grado de coronel.
En 1913 fue designado gobernador del Territorio Nacional de Santa Cruz por el presidente Roque Sáenz Peña. Durante su gestión, se instaló el servicio eléctrico de Río Gallegos y comenzó a operar la línea Puerto Deseado-Colonia Las Heras del Ferrocarril Patagónico. A la par, aumentó la población y la actividad económica ganadera por la Primera Guerra Mundial y ocurrieron los primeros conflictos obreros.
Durante unos meses en 1915, fue sustituido interinamente por Manuel Fernández Valdés, gobernador del Territorio Nacional de Tierra del Fuego, quien fue designado comisionado federal mientras Lobo era investigado por una represión a una huelga en Puerto San Julián en diciembre de 1914.
Falleció en 1936.